# Richwood (Virgínia de l'Oest)
Richwood és una població dels Estats Units a l'estat de Virgínia de l'Oest. Segons el cens del 2000 tenia 2.477 habitants.

## Demografia
Segons el cens del 2000, Richwood tenia 2.477 habitants, 1.030 habitatges, i 674 famílies. La densitat de població era de 565,9 habitants per km².
Dels 1.030 habitatges en un 24,5% hi vivien nens de menys de 18 anys, en un 48% hi vivien parelles casades, en un 13,7% dones solteres, i en un 34,5% no eren unitats familiars. En el 32,1% dels habitatges hi vivien persones soles el 17,2% de les quals corresponia a persones de 65 anys o més que vivien soles. El nombre mitjà de persones vivint en cada habitatge era de 2,29 i el nombre mitjà de persones que vivien en cada família era de 2,85.
Per edats la població es repartia de la següent manera: un 21% tenia menys de 18 anys, un 7,1% entre 18 i 24, un 22,4% entre 25 i 44, un 26% de 45 a 60 i un 23,5% 65 anys o més.
L'edat mediana era de 45 anys. Per cada 100 dones de 18 o més anys hi havia 79,6 homes.
La renda mediana per habitatge era de 21.620$ i la renda mediana per família de 28.287$. Els homes tenien una renda mediana de 25.948$ mentre que les dones 18.533$. La renda per capita de la població era de 12.213$. Entorn del 23,3% de les famílies i el 29,2% de la població estaven per davall del llindar de pobresa.

## Poblacions més properes
El següent diagrama mostra les poblacions més properes.